# Dolnośląski Alarm Smogowy

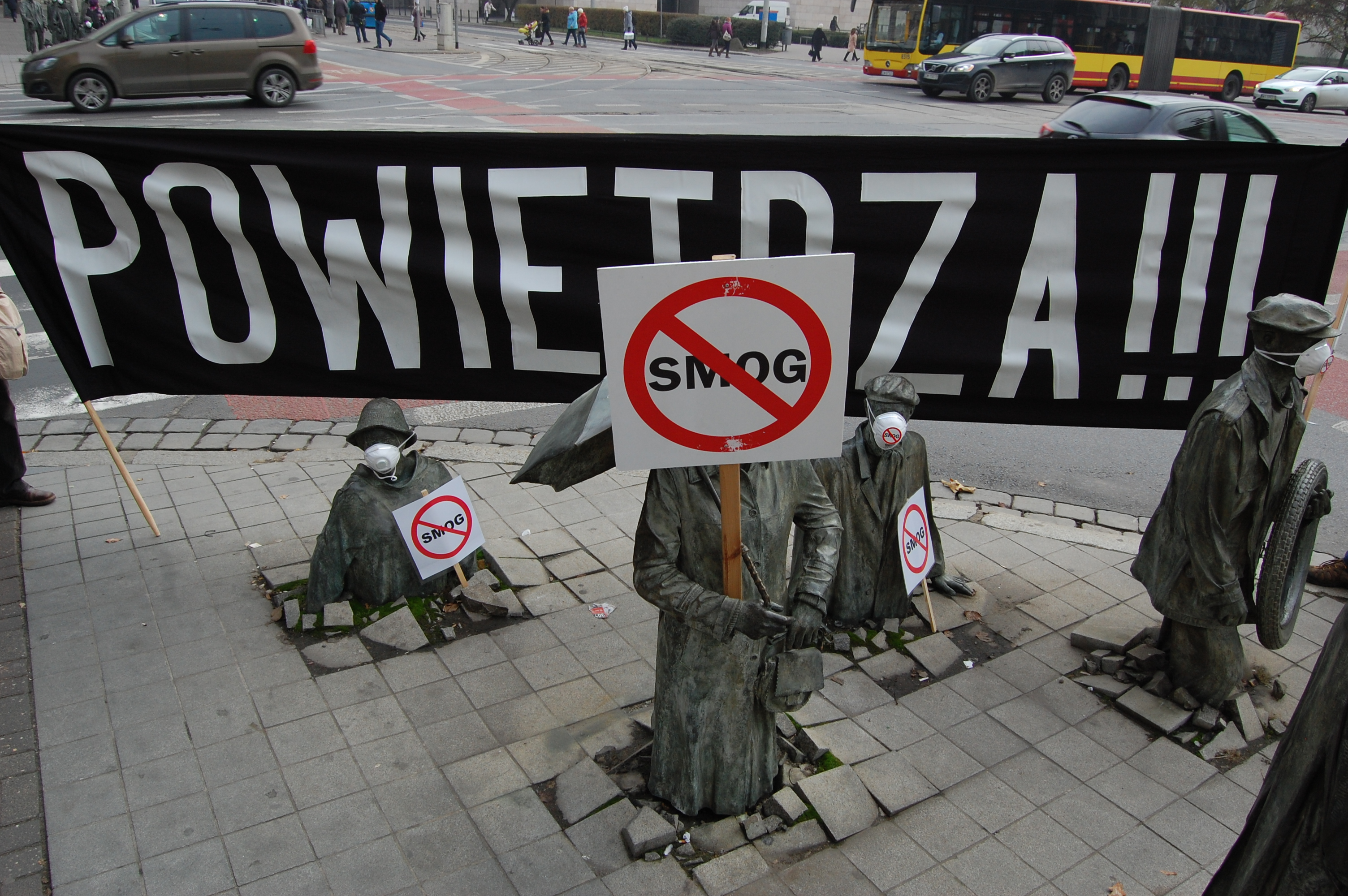
Happening Dolnośląskiego Alarmu Smogowego z okazji Dnia Czystego Powietrza (14 listopada 2016 roku, Pomnik Anonimowego Przechodnia we Wrocławiu)

Dolnośląski Alarm Smogowy – jeden z lokalnych Alarmów Smogowych, obejmujący swoim zasięgiem teren województwa dolnośląskiego. Inicjatywa zawiązana we Wrocławiu 9 czerwca 2014 roku przez mieszkańców województwa, przedstawicieli organizacji pozarządowych, nauki i biznesu oraz ekspertów energetycznych w celu poprawy jakości powietrza na Dolnym Śląsku.
W swoich działaniach Dolnośląski Alarm Smogowy skupia się na kampaniach informacyjnych (w formie happeningów, manifestacji, konferencji prasowych oraz szkoleń i warsztatów), a także na aktywnym lobbingu na rzecz rozwiązań systemowych służących poprawie jakości powietrza, takich jak:
- wymiana źródeł ogrzewania (likwidacja przestarzałych kotłów na paliwa stałe)
- ograniczenie lub całkowity zakaz stosowania paliw stałych, które w największym stopniu przyczyniają się do powstawania pyłów zawieszonych, a w konsekwencji także smogu,
- termomodernizacja budynków mieszkalnych,
- działania kontrolne policji i straży gminnych,
- państwowe i samorządowe programy osłonowe dla najuboższych, którzy zmieniają źródła ogrzewania na ekologiczne.

Dolnośląski Alarm Smogowy jako ruch społeczny nie jest organizacją pozarządową i nie posiada osobowości prawnej, jednak korzysta ze wsparcia innych organizacji, których członkowie są jego współtwórcami. Największy wkład w funkcjonowanie ruchu mają Fundacja EkoRozwoju i jej prezes Krzysztof Smolnicki, a także Radosław Gawlik, będący współzałożycielem Fundacji EkoRozwoju, a obecnie pełniący funkcję Prezesa Stowarzyszenia EKO-Unia.